# Ghazní (provincie)
Provincie Ghazní (persky ولایت غزنی‎, paštunsky د غزنی ولایت‎) je jedna ze 34 afghánských provincií nacházející se na východě země. Provincie se dělí na 19 krajů. Hlavním městem je Ghazní.
Hlavními etnickými skupinami jsou Paštúnové, Tádžikové a Hazárové.

## Přírodní zdroje
V roce 2009 při geologických průzkumech bylo v provincii Ghazní objeveno bohaté naleziště lithia a dalších surovin v odhadované hodnotě 600 miliónů USD.